# Abdel Amari
Abdel Hamid Amari (ur. 20 sierpnia 1984) – sudański piłkarz grający na pozycji napastnika.

## Kariera klubowa
Piłkarską karierę Amari rozpoczął w klubie Al-Merreikh z Omdurmanu. W jego barwach zadebiutował w pierwszej lidze sudańskiej i w kolejnych sezonach należał do najlepszych strzelców zespołu. W 2003 roku został wicemistrzem kraju i osiągnięcie to powtarzał ze swoim klubem do 2007 roku. W latach 2005–2007 wywalczył Puchar Sudanu.

## Kariera reprezentacyjna
W reprezentacji Sudanu Amari zadebiutował w 2005 roku. W 2008 roku został powołany przez selekcjonera Mohameda Abdallaha do kadry na Puchar Narodów Afryki 2008.